# Persone di cognome Costantini
| Questa pagina contiene informazioni ricavate automaticamente dalle voci biografiche con l'ausilio del template Bio e di un bot. L'aggiornamento è periodico e automatico e ricostruisce completamente la pagina. Se manca una persona in questa lista, sei pregato di non aggiungerla, ma accertati piuttosto che la sua voce biografica contenga il template Bio e che i dati anagrafici siano correttamente compilati. Se il template Bio manca, inseriscilo tu stesso o, in alternativa, metti l'avviso {{tmp\|Bio}} che ne segnala la mancanza. Se i dati riportati sono sbagliati, correggi direttamente la voce biografica; le modifiche saranno visibili in questa lista entro pochi giorni. Per chiarimenti vedi il progetto antroponimi. La lista contiene solo le 57 persone che sono citate nell'enciclopedia e per le quali è stato implementato correttamente il template Bio. Pagina aggiornata al 7 giu 2025. |

Questa è una lista di persone presenti nell'enciclopedia che hanno il cognome Costantini, suddivise per attività principale.

## Allenatori di calcio(2)
- Fabrizio Costantini, allenatore di calcio sammarinese (San Marino, n. 1968)
- Maurizio Costantini, allenatore di calcio e ex calciatore italiano (San Donà di Piave, n. 1962)

## Alpinisti(1)
- Ettore Costantini, alpinista italiano (Cortina d'Ampezzo, n. 1921 - Cortina d'Ampezzo, † 1998)

## Arcivescovi cattolici(1)
- Giovanni Costantini, arcivescovo cattolico italiano (Zoppola, n. 1880 - Roma, † 1956)

## Attori(3)
- Federico Costantini, attore, disc jockey e produttore discografico italiano (Roma, n. 1989)
- Giorgio Costantini, attore e sceneggiatore italiano (San Michele al Tagliamento, n. 1911 - Roma, † 1997)
- Jacopo Costantini, attore italiano (Perugia, n. 1989)

## Attori teatrali(2)
- Angelo Costantini, attore teatrale e scrittore italiano (Verona, n. 1655 - Verona, † 1729)
- Giovanni Battista Costantini, attore teatrale italiano (Verona, n. 1654 - La Rochelle, † 1720)

## Attrici(2)
- Caterina Costantini, attrice italiana (Bitritto, n. 1955)
- Eugenia Costantini, attrice italiana (Roma, n. 1984)

## Bobbisti(1)
- Giorgio Costantini, bobbista italiano (Cortina d'Ampezzo, n. 1962 - † 2022)

## Briganti(1)
- Giuseppe Costantini, brigante italiano (Villa di Santa Maria a Corte, n. 1758 - Capua, † 1808)

## Calciatori(3)
- Giorgio Costantini, ex calciatore italiano (Marghera, n. 1940)
- Guglielmo Costantini, calciatore e allenatore di calcio italiano (Padova, n. 1934 - Rovigo, † 2016)
- Nino Costantini, calciatore italiano (Pescara, n. 1921 - Pescara, † 1980)

## Cantori(1)
- Fabio Costantini, cantore e compositore italiano (Staffolo - Tivoli, † 1644)

## Cardinali(1)
- Celso Costantini, cardinale e arcivescovo cattolico italiano (Zoppola, n. 1876 - Roma, † 1958)

## Fumettisti(1)
- Gianluca Costantini, fumettista italiano (Ravenna, n. 1971)

## Giornalisti(1)
- Costanzo Costantini, giornalista, scrittore e biografo italiano (Isola del Liri, n. 1924 - Roma, † 2014)

## Hockeisti su ghiaccio(2)
- Giulio Costantini, ex hockeista su ghiaccio italiano (Cortina d'Ampezzo, n. 1947)
- Massimo Costantini, ex hockeista su ghiaccio italiano (Cortina d'Ampezzo, n. 1959)

## Imprenditori(1)
- Eduardo Costantini, imprenditore e economista argentino (Buenos Aires, n. 1946)

## Incisori(1)
- Marco Costantini, incisore italiano (Laveno, n. 1915 - † 2003)

## Ingegneri(2)
- Costantino Costantini, ingegnere e architetto italiano (Oneglia, n. 1904 - Milano, † 1982)
- Innocenzo Costantini, ingegnere italiano (Osimo, n. 1881 - Roma, † 1962)

## Militari(1)
- Alfredo Costantini, militare italiano (Fiuminata, n. 1960 - Padova, † 1983)

## Musicisti(1)
- Giorgio Costantini, musicista, compositore e pianista italiano (Venezia, n. 1961)

## Organisti(1)
- Alessandro Costantini, organista e compositore italiano (Staffolo - Roma, † 1657)

## Pallavoliste(1)
- Veronica Costantini, pallavolista italiana (Jesolo, n. 2003)

## Pallavolisti(1)
- Antonio Costantini, pallavolista italiano (Lanciano, n. 1972)

## Piloti automobilistici(2)
- Bartolomeo Costantini, pilota automobilistico e aviatore italiano (Vittorio Veneto, n. 1889 - Milano, † 1941)
- Stefano Costantini, pilota automobilistico italiano (Roma, n. 1983)

## Pittori(5)
- Emilio Costantini, pittore e mercante d'arte italiano (n. 1842 - † 1926)
- Ermenegildo Costantini, pittore italiano (Roma, n. 1731 - Roma, † 1791)
- Ernani Costantini, pittore e scrittore italiano (Venezia, n. 1922 - Venezia, † 2007)
- Flavio Costantini, pittore e illustratore italiano (Roma, n. 1926 - Genova, † 2013)
- Giovanni Costantini, pittore e decoratore italiano (Roma, n. 1872 - Roma, † 1947)

## Poeti(1)
- Toldo Costantini, poeta italiano (Serravalle, n. 1576)

## Politici(9)
- Antonio Costantini, politico italiano (Casale sul Sile, n. 1899 - Roma, † 1969)
- Berardo Costantini, politico e medico italiano (Teramo, n. 1830 - Teramo, † 1903)
- Carlo Costantini, politico italiano (Pescara, n. 1962)
- Carlo Luigi Costantini, politico italiano (Roma, n. 1739 - Roma, † 1799)
- Francesco Costantini, politico e giurista italiano (Fiume, n. 1827 - Pisino, † 1899)
- Gaetano Costantini, politico italiano (Vicenza, n. 1813 - † 1889)
- Girolamo Costantini, politico italiano (Belluno, n. 1815 - Venezia, † 1880)
- Luciano Costantini, politico italiano (Narni, n. 1951)
- Settimio Costantini, politico e giornalista italiano (Teramo, n. 1839 - Roma, † 1899)

## Registi(3)
- Andrea Costantini, regista, sceneggiatore e produttore cinematografico italiano (Roma, n. 1966)
- Daniele Costantini, regista, sceneggiatore e drammaturgo italiano (Isola del Liri, n. 1950)
- Romeo Costantini, regista, sceneggiatore e scenografo italiano (Roma, n. 1949)

## Scrittori(2)
- Alberto Costantini, scrittore e saggista italiano (Vicenza, n. 1953)
- Roberto Costantini, scrittore italiano (Tripoli, n. 1952)

## Storici(2)
- Beniamino Costantini, storico italiano (Orsogna, n. 1871 - Roma, † 1919)
- Claudio Costantini, storico e attivista italiano (Roma, n. 1933 - Genova, † 2009)

## Tennistavolisti(1)
- Massimo Costantini, tennistavolista italiano (Senigallia, n. 1958)

## Vescovi cattolici(1)
- Vittorio Maria Costantini, vescovo cattolico italiano (Gubbio, n. 1906 - Sessa Aurunca, † 2003)